# België op de Olympische Winterspelen 1988
Tijdens de Olympische Winterspelen van 1988 die in Calgary werden gehouden nam België voor de dertiende keer deel.
België werd op de vijftiende editie vertegenwoordigd door één vrouw, Katrien Pauwels, die deel nam bij het kunstrijden. Het was na haar deelname in 1984 de tweede maal dat ze deel nam aan de Winterspelen. Een tweede vrouw, Bea Pintens was aanwezig voor participatie aan een demonstratiesport, shorttrack.
De Belgische equipe behaalde deze editie geen medaille op de Winterspelen. België kwam derhalve niet voor in het medailleklassement.

## Deelnemers en resultaten

### Kunstrijden
| Olympiër        | Discipline | Resultaat | Prestatie |
| --------------- | ---------- | --------- | --- |
| Katrien Pauwels | vrouwen    | 17e       | verplichte figuren: 11e met 6,6 punten korte kür: 20e met 8,0 punten lange kür: 20e met 20,0 punten totaal: 34,6 punten |

### Shorttrack(demonstratiesport)
| Olympiër      | Discipline | Resultaat    | Prestatie               |
| ------------- | ---------- | ------------ | ----------------------- |
| Didier Claeys | 500m (m)   | Voorronde    | voorronde: 1.21,93      |
| Didier Claeys | 1000m (m)  | 10e          | B-finale: 3e in 1.38,10 |
| Didier Claeys | 1500m (m)  | Halve finale | halve finale: 2.37,64   |
| Didier Claeys | 3000m (m)  | Halve finale | halve finale: 5.51,03   |
|               |            |              |                         |
| Bea Pintens   | 500m (v)   | Voorronde    | voorronde               |
| Bea Pintens   | 1000m (v)  | Voorronde    | voorronde: 1.44,26      |
| Bea Pintens   | 1500m (v)  | Voorronde    | voorronde               |
| Bea Pintens   | 3000m (v)  | Halve finale | halve finale            |

Amerikaanse Maagdeneilanden · Andorra · Argentinië · Australië · België · Bolivia · Bondsrepubliek Duitsland · Bulgarije · Canada · Chili · China · Chinees Taipei · Costa Rica · Cyprus · Denemarken · Duitse Democratische Republiek · Fiji · Filipijnen · Finland · Frankrijk · Griekenland · Groot-Brittannië · Guam · Guatemala · Hongarije · IJsland · India · Italië · Jamaica · Japan · Joegoslavië · Libanon · Liechtenstein · Luxemburg · Marokko · Mexico · Monaco · Mongolië · Nederland · Nederlandse Antillen · Nieuw-Zeeland · Noord-Korea · Noorwegen · Oostenrijk · Polen · Portugal · Puerto Rico · Roemenië · San Marino · Sovjet-Unie · Spanje · Tsjecho-Slowakije · Turkije · Verenigde Staten · Zuid-Korea · Zweden · Zwitserland